# François-Roger Robert
Pour les autres membres de la famille, voir Famille Robert de Saint-Vincent.
François-Roger Robert (né le 1657 à Paris, mort le 16 avril 1736 à Brest), est un administrateur et diplomate français.

## Biographie
Né de Claude Robert (1603-1685), seigneur de Septeuil, avocat au Parlement de Paris et au conseil du roi, et maître des requêtes ordinaire de Monsieur Gaston de France, et de Marguerite Guyet, François-Roger Robert a notamment pour frère François Robert de Saint-Martin (1643-1727).
Avocat en 1676, il rentre dans l'Administration de la Marine royale et devient principal écrivain principal de la Marine à Toulon, puis commissaire ordinaire de Marine à Brest en 1683, il sert sous le comte Jean II d'Estrées et prend part aux négociations qui eurent lieu entre le Bey de Tunis et le Dey d'Alger après le bombardement de ces deux villes.
En décembre 1685, Roger est chargé d'une mission spéciale en Angleterre afin de convaincre les protestants réfugiés à rentrer en France. Il avait pour instruction de donner à sa mission le caractère ostensible d'une enquête commerciale, en même temps qu'il était chargé de visiter les arsenaux anglais et de recueillir tous les renseignements propres à en faire connaître les ressources ainsi que les projets du gouvernement britannique. 
Il suit à Rome en tant qu'attaché d'ambassade et commissaire général le marquis de Lavardin, nommé ambassadeur, en 1687. Dans ces fonctions, il envoie au ministre Jean-Baptiste Colbert de Seignelay plusieurs lettres révélant maints incidents du conflit engagé entre Louis XIV et le pape Innocent XI sur la question des franchises.
Il prend les fonctions de commissaire général de la Marine à Toulon en 1688.
En 1695, il est nommé Intendant des Îles françaises d'Amérique et de la Martinique. Il adresse au ministre Pontchartrain, le 21 avril 1696, un mémoire très développé sur celle colonie, mémoire qui sera publié plus tard par Pierre Margry dans la Revue maritime et coloniale. Il resta en poste jusqu'en 1702, année de sa nomination aux fonctions d'intendant de la Flandre maritime à Dunkerque, avant de prendre celles d'intendant de la Marine et des armées navales et des fortifications en Bretagne (Brest) du 9 novembre 1703 à sa mort.
Il épouse, le 21 février 1708, en la chapelle du Palais épiscopal de Quimper, Marie-Françoise de Visdelou, petite-nièce de Mgr François de Visdelou et parente de Mgr François-Hyacinthe de Plœuc du Timeur. Ils seront les parents de Joseph-Maurice Robert (-1757), commissaire général de la Marine à Brest, intendant par intérim, et membre de l'Académie de Marine. 
François-Robert Robert est par la suite admis comme conseiller d'État et du roi en ses conseils, en 1726.